# Centropogon hylephilus
Centropogon hylephilus är en klockväxtart som beskrevs av Franz Elfried Wimmer. Centropogon hylephilus ingår i släktet Centropogon och familjen klockväxter. Inga underarter finns listade i Catalogue of Life.